# 商河站
商河站，位于中华人民共和国山东省济南市商河县殷巷镇后芦村，是德大铁路上的火车站，于2015年9月28日启用营运，中国铁路济南局集团管辖。

## 車站周邊
- 京沪高速公路

## 歷史
- 2015年9月28日通车启用。[4]

## 外部連結
- 中国铁路客户服务中心（页面存档备份，存于）